# Rolf Nierhaus
Rolf Nierhaus (* 15. Juni 1911 in Frankfurt am Main; † 6. Februar 1996 in Gundelfingen) war ein deutscher Provinzialrömischer Archäologe.

## Leben und Werk
Rolf Nierhaus begann nach dem Abitur ein Studium an der Universität Freiburg. Es folgten Studienstationen in München und Frankfurt. Er beendete sein Studium an der Universität Leipzig, wo er mit einer altphilologischen Arbeit, Strophe und Inhalt im pindarischen Epinikion, 1936 promoviert wurde. Eine akademische Karriere Nierhaus’ wurde von den nationalsozialistischen Machthabern zunächst verhindert. 1937 wurde er Wissenschaftlicher Hilfsarbeiter der Römisch-Germanischen Kommission in Frankfurt. In dieser Zeit konnte er verschiedene Forschungsmeinungen als überholt beziehungsweise falsch nachweisen. Für 1939/40 wurde Nierhaus das Reisestipendium des Deutschen Archäologischen Instituts zuerkannt. Aufgrund des Ausbruches des Zweiten Weltkrieges konnte er die damit verbundene Reise nicht antreten, 1950/51 aber als einer der wenigen verhinderten Inhaber des Stipendiums nachholen. 1953 bis 1955 war Nierhaus Mitarbeiter am Alamannischen Institut des Staatlichen Amts für Ur- und Frühgeschichte in Freiburg. Herausragende Arbeit in den 1950er Jahren war die Monografie Das römische Brand- und Körpergräberfeld „Auf der Steig“ in Stuttgart-Bad Cannstatt. Die Ausgrabungen im Jahre 1955, die als bahnbrechend gilt. Mehrere Rezensionen feierten die Arbeit als die herausragende auf dem Gebiet der Provinzialrömischen Archäologie seiner Zeit.
1956 wechselte Nierhaus als Assistent an die Universität Tübingen, 1960 wurde er Dozent und habilitierte sich im Sommer des Jahres mit der Arbeit Das swebische Gräberfeld von Diersheim. Studien zur Geschichte der Germanen am Oberrhein vom Gallischen Krieg bis zur alamannischen Landnahme. Ausgehend von den Untersuchungen des Gräberfeldes in Diersheim bot Nierhaus eine Geschichte der Germanen am Oberrhein von der Zeit des Gallischen Krieges bis zur Landnahme durch die Alamannen. Sie gilt als methodisches Musterbeispiel für die Verbindung archäologischer und philologischer Quelleninterpretation und -kritik. Trotz fortschreitender Forschungen gilt die Arbeit bis heute als Ausgangspunkt für Forschungen in dem Bereich. Zum 15. November 1961 erfolgte die Berufung Nierhaus’ zum zweiten Direktor der Abteilung Madrid des Deutschen Archäologischen Instituts. Hier waren Topographie und Wirtschaftsgeschichte insbesondere des südlichen Hispaniens Zentrum seiner Tätigkeit. 1966 war Nierhaus Gründungsprofessor der Abteilung für Provinzialrömische Archäologie am Seminar für Alte Geschichte der Universität Freiburg. 1976 ging er in den Ruhestand, den er in der Nähe von Freiburg im Breisgau verlebte.
Nierhaus beschäftigte sich mit historischer Topographie vor allem im Schwarzwald, wo er etwa zu den historischen Straßenverbindungen publizierte, und der iberischen Halbinsel sowie der Bevölkerungskunde. Ein weiterer Schwerpunkt lag in der Sitten- und Kulturgeschichte. Von Beginn seiner Karriere an hatte er Interesse an verschiedenen Fachgebieten, von der Altphilologie, über die Alte Geschichte und Klassische Archäologie bis zur Ur- und Frühgeschichte und Kunstgeschichte, was die Karriere hindurch Einfluss auf seine Arbeit hatte und sich in seinen thematisch weit gestreuten Publikationen zeigte. So war es ein Zeichen von Nierhaus’ Arbeiten, literarische und archäologische Zeugnisse gleichberechtigt in seine Forschung einzubeziehen. Zudem widmete er sich theoretischen Fragestellungen der Archäologie. In der Provinzialrömischen Archäologie sah er anders als viele seiner Vorgänger mehr als eine militärhistorische Disziplin. Ausgrabungstätigkeiten waren nicht seine Hauptbetätigung, doch leistete er auch hier Beachtliches, wenn er wie „Auf der Steig“ oder in Breisach selbst grub.
Rolf Nierhaus war Ordentliches Mitglied des Deutschen Archäologischen Instituts und wirkliches Mitglied des Österreichischen Archäologischen Instituts.

## Schriften (Auswahl)
- Strophe und Inhalt im pindarischen Epinikion (= Neue deutsche Forschungen. Band 89. Abteilung Klassische Philologie. Heft 4). Junker und Dünnhaupt, Berlin 1936.
- mit Hermann Mylius: Badenweilers Kurbad zu römischer Zeit. Ein Führer durch die Ruine. Kurverwaltung Badenweiler/Staatliches Amt für Ur- und Frühgeschichte Freiburg im Breisgau; Bedenweiler/Freiburg im Breisgau 1953.
- Das römische Brand- und Körpergräberfeld „Auf der Steig“ in Stuttgart-Bad Cannstatt. Die Ausgrabungen im Jahre 1955 (=  Veröffentlichungen des Staatlichen Amtes für Denkmalpflege Stuttgart. Heft 5). Verlag Silberburg, Stuttgart 1959.
- Das swebische Gräberfeld von Diersheim. Studien zur Geschichte der Germanen am Oberrhein vom Gallischen Krieg bis zur alamannischen Landnahme (= Römisch-germanische Forschungen. Band 28). de Gruyter, Berlin 1966.